# Молва (приток Сосьвы)
Молва — река в России, протекает по Сосьвинскому району Свердловской области. Устье реки находится в 167 км от устья Сосьвы по правому берегу. Длина реки составляет 70 км, площадь водосборного бассейна — 640 км². В 10 км от устья впадает левый приток Пасынок.

## Данные водного реестра
По данным государственного водного реестра России относится к Иртышскому бассейновому округу, водохозяйственный участок реки — Тавда от истока и до устья, без реки Сосьва от истока до водомерного поста у деревни Морозково, речной подбассейн реки — Тобол. Речной бассейн реки — Иртыш.
Код объекта в государственном водном реестре — 14010502512111200011260.